# 펫훌라흐 귈렌

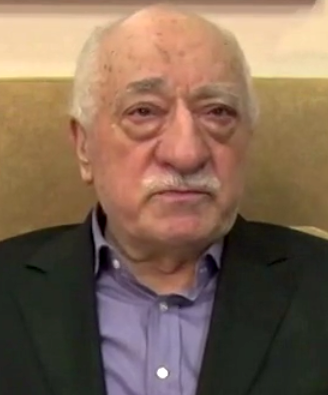

무함메트 펫훌라흐 귈렌(튀르키예어: Muhammed Fethullah Gülen, 1941년 4월 27일 ~ 2024년 10월 20일)은 튀르키예의 저명한 교육자이자 이슬람 사상가, 평화 운동가 및 저자이다.

## 이름의 표기
한국어로 표기할 때 "Fethullah" 부분에 대한 표기가 펫훌라흐/페툴라흐/페툴라 등으로 가지각색이다. "Fethullah"는 아랍어 فَتْحُ اللَّٰه(Fatḥullāh, "파트훌라(흐)")의 튀르키예어식 독음 변이형으로, "신의 정복"이라는 뜻이다. 아랍 문자 표기를 보면 알 수 있듯이, 튀르키예어로 쓸 때 "Feth"의 "t"와 "h"는 별개의 두 자음이다. 따라서 "Fethullah"는 외래어표기법 국제음성기호-한글 대조표에 따른다면 "페트훌라(흐)" 또는 "펫훌라(흐)"가 되어야 한다. 국립국어원 튀르키예어 표기법 시안에 따르면 마지막 자음 "h"는 살려 적고, "t"는 무성 자음 "h" 앞에 오므로 받침으로 적어 "펫훌라흐"가 된다.

## 생애
펫훌라흐 귈렌은 1941년 튀르키예 에르주룸에서 40 킬로미터 떨어진 곳에서 태어났다. 이맘의 아들, 젊은 시절에 그는 무슬림 사상가의 제자가 Nursi 말했다. 위대한 신비 페르시아 시인의 작품에 의해 다른 사람의 사이에서 매력을 했다. (그러나 콘야에서 살았다.), 잘랄 알 - 딘 루미, 뿐만 아니라 알 - 가잘리의 생각에 의해, 1966년 그의 설교의 반복되는 테마 서머나, 이동 데 - 솔직한 접근 방식의 하나 피가 - 정착하기 시작하고 그의 설교에 참석 충성의 대상을 확장하기 시작했다. 귈렌은 사원 및 기타 공공 장소에서 설교를 하고, 아나톨리아의 여러 지역에 널리 방문하고 학생들 사이에 자신의 이념의 확산과 그의 운동 내에서의 모집 활동에 특별한 관심을 표했다.
그의 오랜 경력, 정치적 행동주의 및 튀르키예 중앙 정당과의 관계로 그는 유명 인사가 되었다. 튀르키예의 도시에서 활동하는 공산주의와의 전쟁을 위한 협회 창립자 중 한 사람이다.
귈렌은 동맹, 부패에 대한 스캔들 후 파산 그 해에 등장 2013년까지 튀르키예어 대통령이 레 제프 타이 이프 에르 도안의 가까운 동맹국이었다. 에르도 간 총리는 에르 남성의 AKP 자에게 부패 혐의 배후의 Gulen 비난, 에르도 간 총리가 이끄는 정부는 2013년 12월초에 결정했다. 직후 대학 예비 교육의 민간 기관에서의 많은 닫았다. 튀르키예, 귈렌에 의해 튀르키예에서 창설 되었다.
에르도간 총리는 몇 시간 동안 귈렌하여 고급 부패 혐의는 그의 그의 남자와 국가 보안 및 정보에 위임 구조에 침투하는 것을 목표로 오래된 동반자뿐만 아니라 사법 기관의 정치적 의제에 있다고 말했다. 비난은 에르도 간 총리의 당이 집권하기 전에, 2000년에 그를 참여 과정에서 귈렌 튀르키예어 법무 장관 직면하고있는 것과 매우 유사하다. 귈렌은 이전에 부재로 판단되었지만 Erdoğan의 정의개발당이 권력을 행사했을 때 2008년에 그러한 혐의로 기소된다.
그는 현재 튀르키예 법원이 원하는 주요 테러의 튀르키예에서 전력 당국이 테러의 조직이라고하는 전류를 구동하는 비난이다. 튀르키예 법원은 귈렌에 대한 체포 명령을 내렸다. 튀르키예 귈렌을 송환하기 위해 미국을 요청했다 그러나 미국이 같은 주장에 과도한 신뢰를 준하지 않는 것 같다. 에르도 만 (튀르키예)이 주장하는 2016년 7월 15일에 군사 쿠데타가 실패한 이후 튀르키예는 새로운 인도 청구를 제출했다.